# 霊場
霊場とは、神仏の霊験が著しいとされる場所を指す。具体的には、神社や寺院といった宗教施設をはじめ、神仏にゆかりのある地など、神聖な場所として人々に認識されてきた場所である。古くから信仰の対象とされており、現代においても、巡礼者や修験者などが訪れる場所として、その信仰の厚さを物語っている。

## 多様な霊場の存在
日本には、恐山、比叡山、高野山など、数多くの霊場が存在する。これらの霊場の多くは、山岳信仰をその起源としているが、全ての霊場が山中に位置するわけではない。四国八十八箇所霊場の一つである志度寺のように海岸沿いに存在する霊場や、東京都稲城市にある弁天洞窟のような地下に存在する霊場も確認されている。このように、霊場の形態は多様である。

## 日本百観音
日本においては、西国三十三所、坂東三十三観音、秩父札所三十四観音霊場を総称して日本百観音と呼ぶ。この「百観音」という言葉自体は平安時代から存在し、その内容は時代とともに変遷してきた。しかし、現代においては、上記の3つの霊場を合わせて日本百観音とする定義が一般的となっている。

## 日本の霊場

### 寺院

#### 観音菩薩霊場
- 日本百観音
  - 西国三十三所
  - 坂東三十三箇所
  - 秩父札所三十四観音霊場
- 東海百観音
  - 三河三十三観音霊場
  - 尾張三十三観音霊場
  - 美濃三十三観音霊場
  - 豊川稲荷
- 出羽百観音
  - 最上三十三観音霊場
  - 庄内三十三観音霊場
  - 置賜三十三観音霊場
- ぼけ封じ三十三観音霊場
- ぼけ封じ関東三十三観音霊場
- ぼけ封じ近畿十楽観音霊場

- 北海道
  - 北海道三十三観音霊場
- 東北地方
  - 奥州三十三観音霊場
  - 津軽三十三観音霊場
  - 岩手三十三観音霊場
  - 仙台三十三観音霊場
  - 秋田六郡三十三観音霊場
  - 秋田三十三観音霊場
  - 最上三十三観音霊場
  - 信達三十三観音霊場
  - 会津三十三観音霊場
  - 安積三十三観音霊場
- 関東地方
  - 猿島坂東三十三観音霊場
  - 足立坂東三十三観音霊場
  - 佐野板東三十三箇所
  - 新上州観音霊場三十三カ所
  - 児玉三十三霊場
  - 武蔵野三十三観音霊場
  - 狭山三十三観音霊場
  - 高麗坂東三十三観音霊場
  - 足立坂東三十三観音霊場
  - 忍領三十三観音霊場
  - 江戸三十三観音札所
  - 準西国稲毛三十三所観音霊場
  - 鎌倉三十三観音霊場
  - 旧小机領三十三所観音霊場
  - 武相卯歳観音霊場
  - 坂東三十三観音
- 中部地方
  - 北陸三十三ヵ所観音霊場
  - 北陸白寿観音霊場
  - 越後三十三観音霊場
  - 越中観音霊場
  - 高岡市新西国三十三箇所
  - 金沢三十三観音霊場
  - 能登国三十三観音霊場
  - 若狭観音霊場
  - 信濃三十三観音霊場
  - 信州筑摩三十三カ所観音霊場
  - 仁科三十三番札所
  - 遠州三十三観音霊場
  - 飛騨三十三観音霊場
  - 西美濃三十三霊場
  - 東海白寿三十三観音霊場
  - 愛知梅花三十三箇所観音霊場
  - 伊勢西国三十三所観音霊場
  - 知多西国三十三所霊場
- 近畿地方
  - 新西国三十三箇所
  - 近畿楽寿観音霊場
  - 京都洛西観音霊場
  - 嵯峨洛西観音霊場
  - 洛陽三十三観音霊場
  - 近江西国三十三箇所
  - 江州伊香観音霊場
  - 湖国十一面観音霊場
  - 川辺西国三十三霊場
  - 河内西国霊場
  - 河内西国三十三所観音霊場
  - 明石西国三十三霊場
  - 福原西国三十三霊場
  - 氷上郡西国三十三霊場
  - 播磨西国三十三箇所
  - 摂津国三十三箇所
  - 和泉西国三十三箇所
  - 熊野西国三十三箇所
  - 和歌山西国三十三箇所
  - 茶之寿観音霊場
- 中国・四国地方
  - 中国三十三観音霊場
  - 瀬戸内三十三観音霊場
  - 四国三十三観音霊場
  - 阿波西国三十三観音霊場
  - 阿波秩父観音霊場
  - さぬき三十三観音霊場
  - 伊予道前道後十観音霊場
  - 土佐西国三十三観音霊場
  - 周防大島八十八ヶ所霊場
- 九州地方
  - 九州西国三十三箇所
  - 国東半島三十三箇所
  - 筑後三十三観音霊場
  - 相良三十三観音霊場
  - 筑前国中三十三観音霊場

- 海外
  - 韓国観音霊場（韓国）
  - 韓の国三十三観音聖地（韓国）
  - 台湾三十三観音霊場（台湾）

#### 地蔵菩薩霊場
- 山形百八地蔵尊霊場
- 関東百八地蔵尊霊場
- 江戸六地蔵
- 都筑橘樹酉歳地蔵菩薩二十四霊場
- 鎌倉二十四地蔵霊場
- 茨城百八地蔵霊場
- 東海近畿地蔵霊場
- ぼけよけ二十四地蔵尊霊場
- 京の六地蔵めぐり
- 洛陽四十八所地蔵霊場
- 河泉二十四地蔵霊場
- 神戸六地蔵霊場
- 大和地蔵十福霊場
- 中国地蔵尊霊場
- 阿波六地蔵霊場
- 伊予六地蔵霊場
- 九州二十四地蔵尊霊場

#### 薬師如来霊場
- 西国薬師四十九霊場
- 中部四十九薬師霊場
- 中国四十九薬師霊場
- 播州薬師霊場
- 播磨八薬師霊場
- 阿波北嶺薬師霊場
- 関東九十一薬師霊場
- 東海四十九薬師霊場
- 京都十二薬師霊場
- 九州四十九院薬師霊場
- 安房国四十八ヶ所薬師如来霊場

#### 不動明王霊場
- 北海道三十六不動尊霊場
- 東北三十六不動尊霊場
- 北関東三十六不動尊霊場
- 関東三十六不動霊場
- 武相不動尊二十八所霊場
- 東海三十六不動尊霊場
- 北陸三十六不動尊霊場
- 近畿三十六不動尊霊場
- 大阪四不動霊場
- 四国三十六不動尊霊場
- 九州三十六不動尊霊場

#### 愛染明王霊場
- 西国愛染十七霊場

#### 阿弥陀佛霊場
- 善光寺四十八願所
- 西方四十八願所
- 大阪新四十八願所
- 善光寺如来三河四十八願所

#### 弘法大師霊場
- 四国八十八箇所
- 四国別格二十霊場
- 地四国（地四国#地四国の例も参照）
  - 島四国
- 日本三大新四国霊場
  - 知多四国霊場
  - 小豆島八十八箇所
  - 篠栗四国八十八箇所
- 美作八十八箇所
- 北海道八十八箇所
- 関東八十八箇所
- 北足立八十八箇所
- 玉川八十八ヶ所霊場
- 豊島八十八箇所
- 御府内八十八箇所
- 荒川辺八十八箇所
- 多摩四国八十八箇所
- 相模国準四国八十八箇所
- 伊豆八十八ヶ所霊場
- 若越新四国八十八箇所
- 摂津国八十八箇所
- 三重四国八十八箇所
- 秋穂八十八箇所
- 九州八十八ヶ所百八霊場
- 美濃四国
- 広島新四国八十八ヶ所霊場
- 淡路四国八十八箇所
- 新居浜八十八ヶ所

#### 円光大師霊場
- 法然上人二十五霊場
- 法然上人知多二十五霊場
- 和泉円光大師二十五霊場
- 泉日根郡円光大師二十五ヶ所霊場
- 河北円光大師二十五霊場
- 大和二十五霊場
- 丹後二十五霊場
- 円光大師京都二十五処
- 甲賀組第一部法然上人二十五霊場
- 法然上人伊賀二十五霊場
- 法然上人伊賀新二十五霊場
- 法然上人天草二十五霊場
- 越中国法然上人二十五霊場

#### 十三仏めぐり
- 京都十三仏霊場
- おおさか十三仏霊場
- 神戸十三仏霊場
- 大和十三仏霊場
- 紀伊之国十三仏霊場
- 伊予十三仏霊場
- 桶狭間十三佛
- 鎌倉十三仏霊場
- 淡路島十三仏霊場

#### 山岳信仰霊場
- 恐山・菩提寺
- 比叡山・延暦寺
- 高野山・金剛峯寺
- 大山（神奈川県伊勢原市）
- 高尾山薬王院（東京都八王子市）
- 能勢妙見堂（大阪府能勢町）

#### その他
- 西の河原（北海道 積丹半島）
- 東国花の寺百ヶ寺
- 成田山新勝寺（成田参詣）
- 東葛印旛大師の団体巡礼
- 弁天洞窟（東京都稲城市）
- 善光寺（善光寺参り）
- 関西花の寺二十五霊場
- 真言宗十八本山
- 役行者霊蹟札所
- 聖徳太子霊跡
- 仏塔古寺十八尊
- 但馬七花寺霊場
- 山陽花の寺二十四か寺
- 尾道七佛めぐり
- 国東六郷満山霊場
- 洛陽十二支妙見めぐり
- 武州十二支霊場
- 西山国師遺跡霊場
- 真盛上人二十五霊場
- 隠れ寺霊場縁日巡礼
- 花の寺めぐり（茨城県）

### 神社

#### 山岳信仰霊場
- 日本三霊山
  - 富士山（お鉢めぐり）・富士山本宮浅間大社
  - 立山・雄山神社
  - 白山・白山比咩神社
- 熊野三山
  - 熊野本宮大社
  - 熊野速玉大社
  - 熊野那智大社
- 大和三山
  - 耳成山・耳成山口神社
  - 畝傍山・橿原神宮
  - 天香具山・国常立神社
- 出羽三山
  - 月山・月山神社
  - 羽黒山・出羽神社
  - 湯殿山・湯殿山神社

#### その他
- 伊勢神宮（お蔭参り、伊勢参り）
- 金刀比羅宮（金毘羅参り）
- 江島神社（江の島参り）
- 日光東照宮（日光社参）
- 諸国一宮（一宮#諸国一宮以下一覧も参照）
- 建武中興十五社
- 菅公聖蹟二十五拝
- 尾張五社

### その他（寺院・神社の両者など）

#### 七福神（八福神）めぐり
- 都七福神
- 深川七福神
- 日本橋七福神
- 浅草名所七福神
- 武蔵野七福神
- 隅田川七福神
- 新宿山ノ手七福神
- 下谷七福神
- 谷中七福神
- 小石川七福神
- 与野七福神
- 小江戸川越七福神
- 藤沢七福神
- 信州七福神
- 美濃七福神
- 三河七福神
- 大府七福神
- 吉田七福神
- 伊勢七福神
- 大阪七福神
- 南海沿線七福神
- 夢前七福神
- 兵庫七福神
- 淡路島七福神
- 出雲国七福神
- 周南七福神
- 伊予七福神
- 南予七福神霊場
- 阿波七福神霊場
- 徳島七福神霊場
- 下町八福神
- 瀬谷八福神

#### その他
- 神仏霊場巡拝の道
- 出雲国神仏霊場
- 新四国曼荼羅霊場
- 熊野曼陀羅三十三ヶ所霊場

## 日本以外の霊場
- 中国四大仏教名山（中華人民共和国）
- 韓の国三十三観音聖地（大韓民国）
- 台湾三十三観音霊場（台湾）
- エルデネ・ゾー（モンゴル国）
- ワット・ロンクン（タイ王国）
- ティールタ（英語版）